# Napraw
Napraw – drugi singel zespołu LemON. Oficjalna premiera singla odbyła się podczas walentynkowego koncertu 14 lutego 2013 r. w warszawskiej Proximie.
W październiku 2023 nagranie uzyskało certyfikat dwukrotnie platynowej płyty.

## Utwory

### Digital download[3]
1. „Napraw” (Radio Edit)

## Notowania
| Lista (2013)                         | Najwyższa pozycja |
| ------------------------------------ | ----------------- |
| Poplista                             | 1                 |
| Lista Przebojów Radia Złote Przeboje | 6                 |
| Lista Przebojów Radia Merkury        | 1                 |
| Szczecińska Lista Przebojów          | 5                 |
| Mniej-Więcej-Lista Radia Zachód      | 1                 |
| Lista Przebojów Radia Nysa FM        | 10                |
| Jantarowa Lista Przebojów            | 6                 |
| Lista Przebojów Radio Park           | 9                 |

## Teledysk
Oficjalna premiera odbyła się 14 lutego, zaś premiera w serwisie YouTube – 21 lutego 2013 r. Klip wyreżyserował Dominik Ziółkowski według scenariusza własnego i Małgorzaty Dacko. Ziółkowski odpowiada również za zdjęcia i montaż.